# Schowte (Kamjanske)
Schowte (ukrainisch Жовте; russisch Жёлтое Schjoltoje, zu Deutsch „Gelb“) ist ein etwa 1790 (2025) Einwohner zählendes Dorf im Zentrum der Ukraine und Sitz der Landratsgemeinde Schowte. Es gibt im Ort ein im Jahre 1954 eingeweihtes Denkmal für Bohdan Chmelnyzkyj.

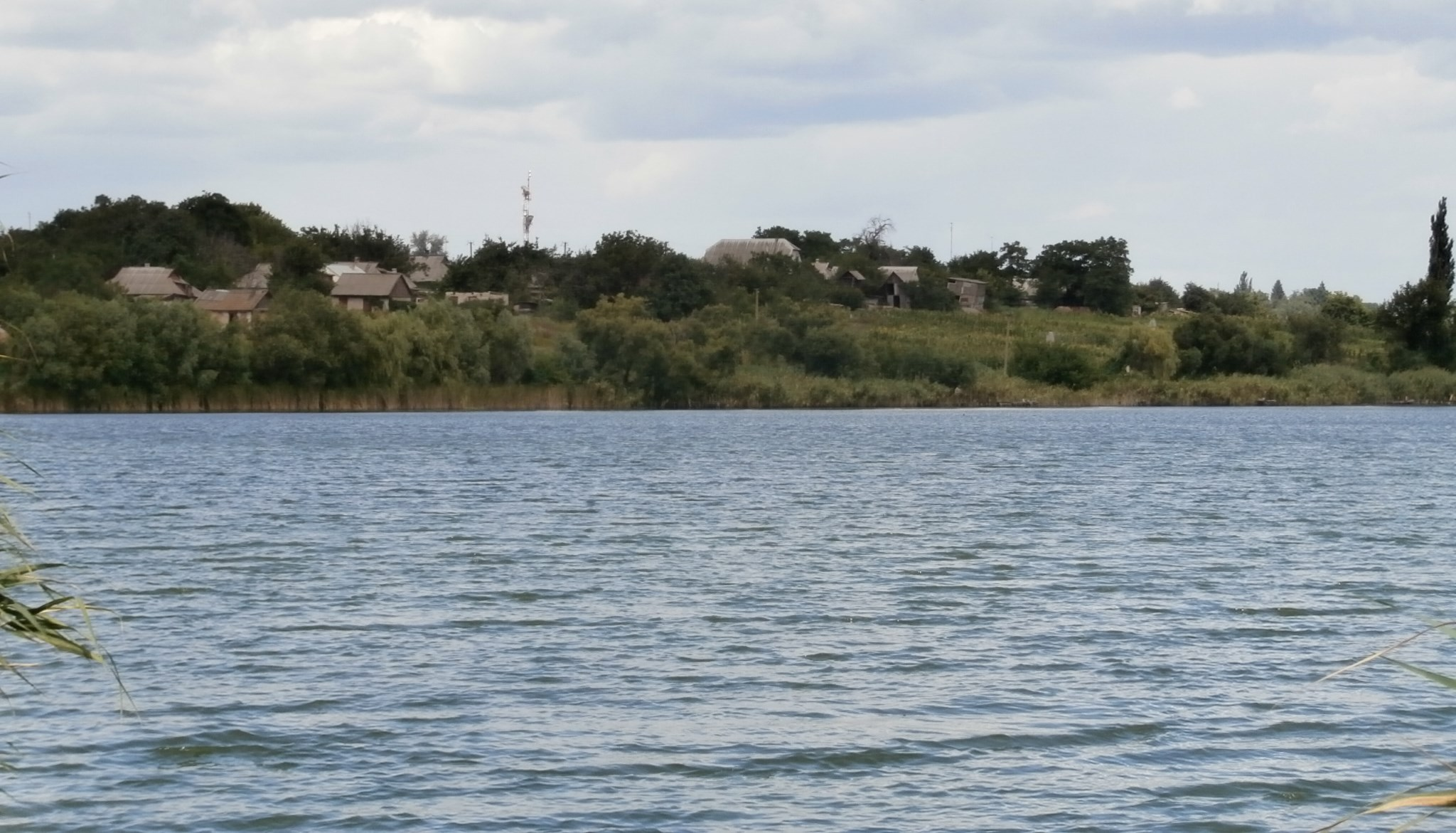
Blick auf den Ort

Zum Dorf gehören 13.000 Hektar landwirtschaftliche Nutzfläche, darunter 11.661 Hektar Ackerland. Hauptproduktion der landwirtschaftlichen Betriebe ist der Anbau von Mais, die Milchviehhaltung sowie die Schweine- und Schafhaltung.
Am 12. Juni 2020 wurde das Dorf ein Teil der neugegründeten Stadtgemeinde Pjatychatky, bis dahin bildete es zusammen mit der Ansiedlung Selene die gleichnamige Landratsgemeinde Schowte (Жовтянська сільська рада/Schowtjanska silska rada) im Westen des Rajons Pjatychatky.
Am 17. Juli 2020 kam es im Zuge einer großen Rajonsreform zum Anschluss des Rajonsgebietes an den Rajon Kamjanske.

## Geographie
Schowte liegt im historischen Gebiet des sogenannten „Wilden Feldes“ am Ufer des Flusses Schowta und des Stausees, zu der sie im Ortsgebiet angestaut ist. Das Dorf befindet sich im Westen des Rajon Pjatychatky innerhalb der Oblast Dnipropetrowsk.
Die nächstgelegenen Städte sind Schowti Wody, etwa 15 km südlich, Pjatychatky, ebenso weit entfernt südöstlich und Oleksandrija, das 40 km nordwestlich des Dorfes liegt.
Schowte liegt an der Fernstraße M 04, einer Teilstrecke der E 50. Die nächstgelegene Bahnstation ist in der, zur Landratsgemeinde Schowte gehörenden Siedlung Selene.

### Nachbargemeinden
|                                           | Mychajliwka / Rajon Oleksandrija, Oblast Kirowohrad |            |
| Selene / Rajon Petrowe, Oblast Kirowohrad | Kompassrose, die auf Nachbargemeinden zeigt         | Palmyriwka |
|                                           | Bohdano-Nadeschdiwka                                | Sorja      |

## Geschichte
Die Gegend von Schowte wurde durch den Sieg der Saporoger Kosaken unter Bohdan Chmelnyzkyj über die polnisch-litauischen Truppen in der Schlacht bei Schowti Wody zu Beginn des Chmelnyzkyj-Aufstandes am 16. Mai 1648 berühmt.
Laut Urkunden von 1680 gab es einen ersten, von Saporoger Kosaken gegründeten Bauernhof am Ufer der Schowta seit Mitte des 17. Jahrhunderts, aus dem das spätere Dorf Schowte hervorging. Bis zum Jahr 1740 waren an der Schowta mehrere Höfe mit mehr als 200 Einwohnern entstanden, die vom Ackerbau und der Viehzucht lebten.
In den Jahren 1754 bis 1759 und von 1761 bis 1764 gehörte Schowte zum Gebiet des Nowoslobidskyj-Kosaken-Regimentes, einer administrativ-territorialen und militärischen Einheit in der Ukraine.
Später war das Dorf Teil der Grafschaft Werchnodniprowskyj und wurde zum Zentrum der Schowtjanska-Pfarrei. Seit 1778 existiert im Dorf eine orthodoxe Kirche. Im Jahr 1886 gab es im Dorf 762 Haushalte, in denen 2920 Menschen lebten, eine Schule und zwei Gasthöfe. Zweimal im Jahr war Messe und sonntäglich Markt im Dorf. Die größte Einwohnerzahl erreichte das Dorf 1921 mit 8.503 Einwohnern, die sich auf 1687 Haushalte verteilten. Am 13. August 1941 wurde das Dorf von Truppen der Wehrmacht besetzt und am 13. Oktober 1943 von Truppen der Roten Armee befreit.

## Galerie

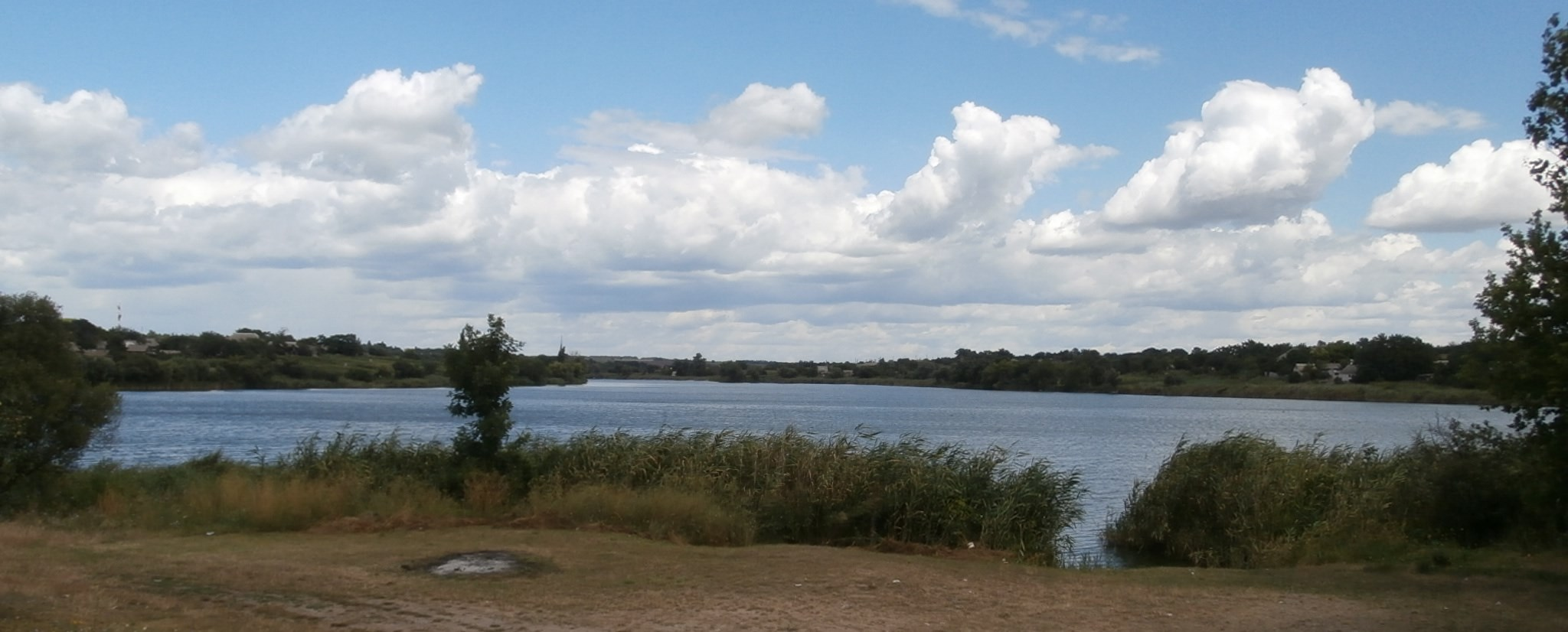
Blick über die angestaute Schowta auf Schowte
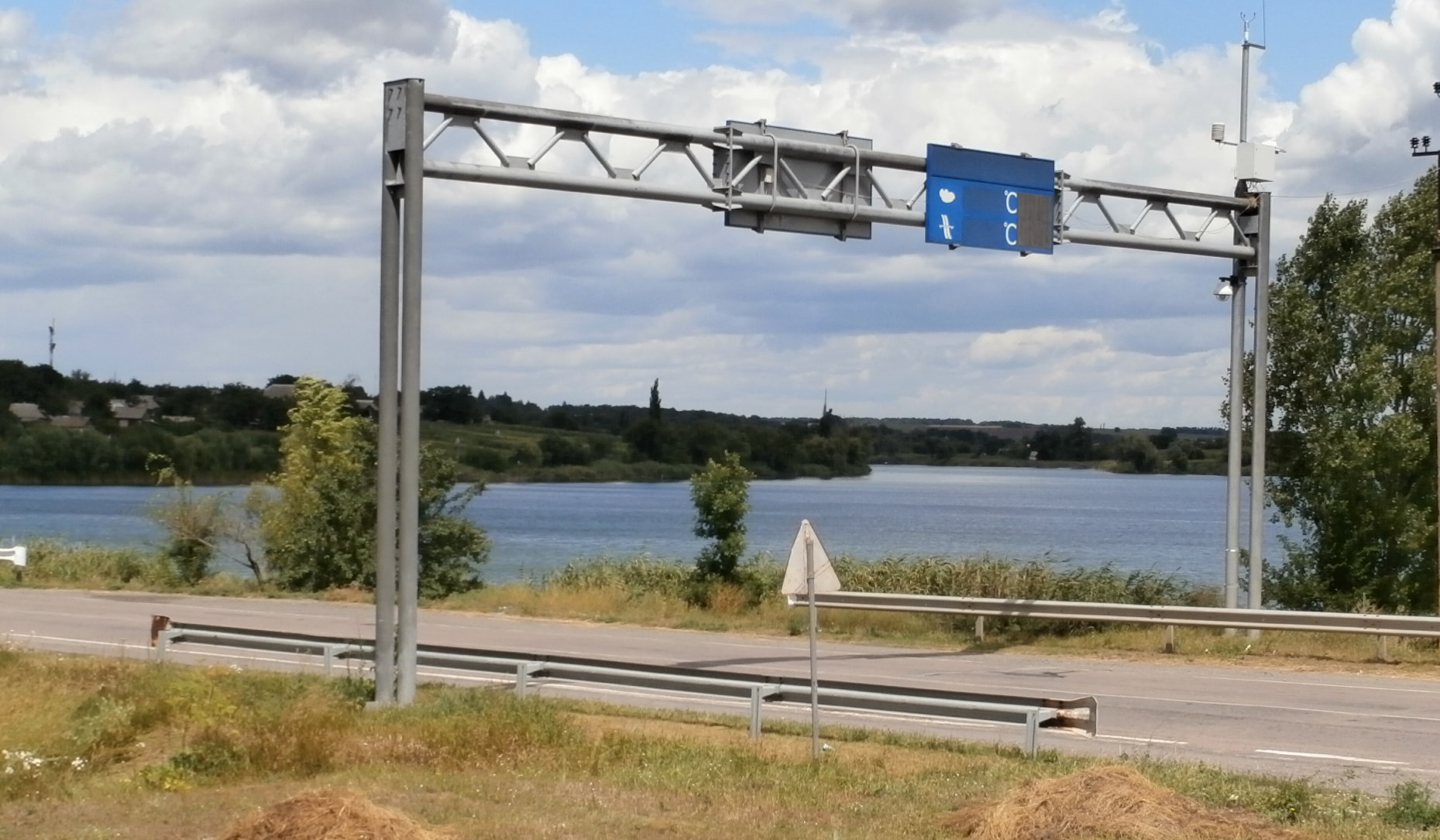
Fernstraße M04 bei Schowte
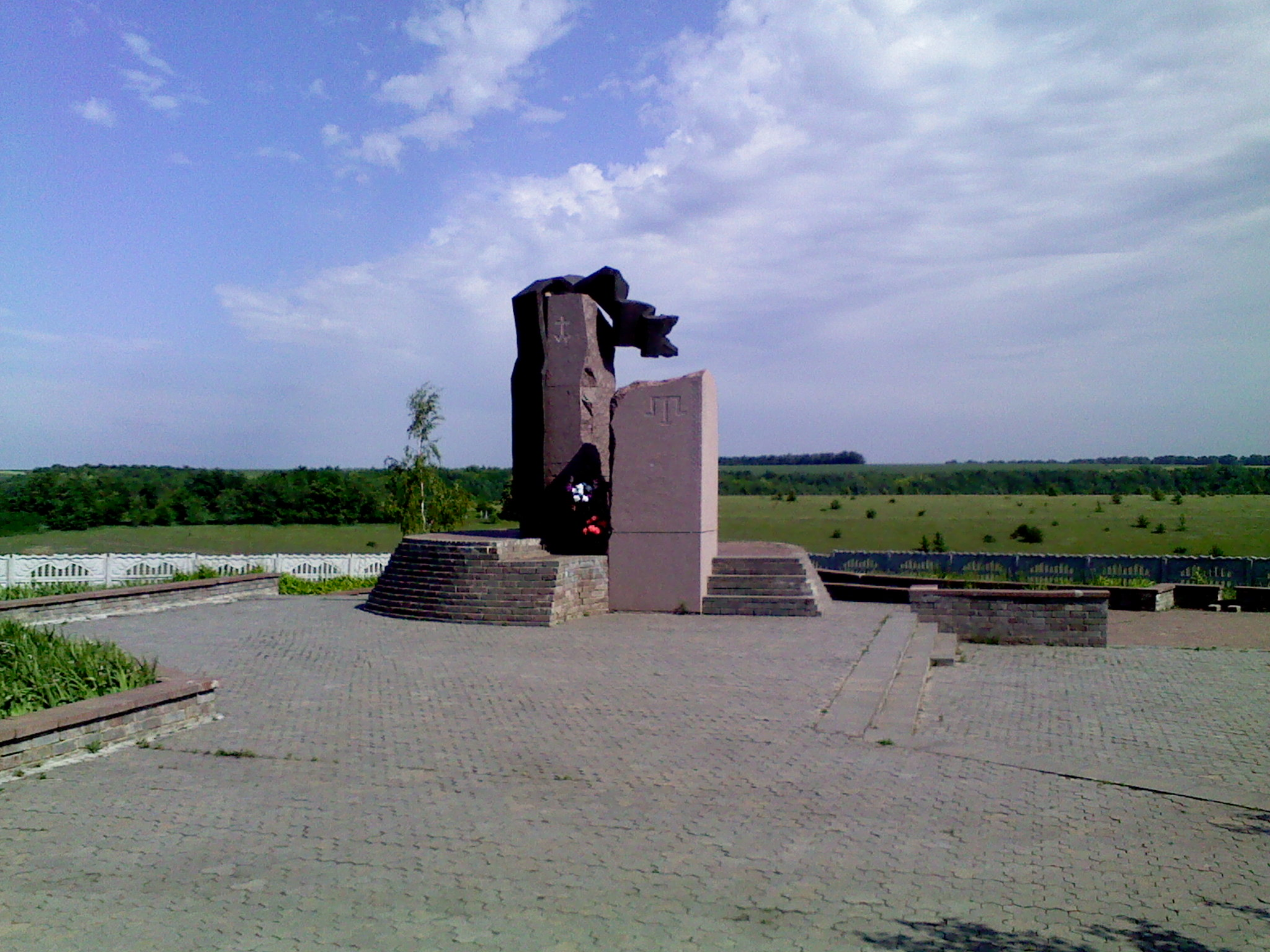
Denkmal an die Schlacht von Schowti Wody 1648